# Le Chateliers princip
Le Châteliers princip er en sætning indenfor kemi, der siger at:
Et ydre indgreb i et system i ligevægt fremkalder en forskydning, der formindsker virkningen af indgrebet.
Sætning formuleredes af den fransk/italienske kemiker Henry Louis LeChâtelier i 1884.

## Koncentrationsændring
Le Châteliers princip eksemplificeres ofte med koncentrationsændringer i ligevægtssystemer. Opløses calciumcarbonat i vand indtræder følgende ligevægt:
{\displaystyle CaCO_{3}(s)\rightleftharpoons Ca^{2+}(aq)+CO_{3}^{2-}(aq)}
Når et system er i ligevægt, er nettokoncentrationerne konstante – hvis der opløses to calciumcarbonat-molekyler, vil to calcium- og to carbonat-molekyler krystaliseres. Man siger, at et lukket system altid vil søge mod ligevægt.
Foretages der nu et sådan indgreb, at koncentrationen af calciumcarbonat øges, vil systemet søge mod ligevægt. Dette sker ved at koncentrationen af calcium- og to carbonat-ionerne stiger. For at disse koncentrationer skal stige, må der dog opløses noget calciumcarbonat. Hermed formindskes virkningen af indgrebet hvilket er det, le Châteliers princip forudsiger.

## Tryk- og volumenændring
Avogadros lov siger, at 1 mol gas ved samme tryk og temperatur fylder det samme uanset hvilken gas, der er tale om. I en lukket gasbeholder med udelukkende nitrogen, hydrogen og ammoniak indtræder følgende ligevægt:
{\displaystyle {\begin{aligned}&N_{2}(g)+3H_{2}(g)\rightleftharpoons 2NH_{3}(g)\\&K_{c}={\frac {[NH_{3}]^{2}}{[N_{^{2}}][H_{2}]^{3}}}\\\end{aligned}}}
Hvis trykket i beholderen øges, hvilket kan gøres ved at formindske voluminet, stiger gaskoncentrationen. Da Avogadros lov stadig gælder, er alle koncentrationer steget lige meget. Betragtes udtrykket for ligevægtskonstanten, ses det, at nævneren (venstresiden) er dobbelt så stor som tælleren (højresiden). Systemet er således ikke i ligevægt længere. Ved forskydningen mod højre søger systemet mod ligevægt. Det samlede antal mol gas på højresiden er lavere end på venstresiden, så når systemet nu søger mod ligevægt, vil voluminet øges og herved vil trykket falde. Hermed formindskes virkningen af indgrebet hvilket er det, le Châteliers princip forudsiger.